# Чугунов, Дмитрий Александрович (писатель)
Дми́трий Алекса́ндрович Чугуно́в (род. 3 апреля 1971, Воронеж, Россия) — русский писатель, поэт и литературовед, педагог.

## Биография и образование
В 1994 году окончил филологический факультет, а в 1995 году факультет романо-германской филологии Воронежского государственного университета. В 1993 году учился на факультете германистики Университета имени Мартина Лютера (Галле-Виттенберг, ФРГ).
В 1994—2001 годах принимал участие в создании первых воскресных школ Воронежа, преподавал церковнославянский язык в школах при Казанском храме и храме Сергия Радонежского.
Много путешествует: посетил Германскую Демократическую Республику, Польшу, объединённую Германию, Украину, Румынию, Болгарию, Беларусь, Литву, Хорватию, Испанию, Андорру, Францию, Бельгию, Нидерланды.

## Научная деятельность
В 2001 году получил степень кандидата филологических наук.
В 2006 году защитил докторскую диссертацию.
С 1994 года работает в Воронежском государственном университете, заняв в 2007 году должность профессора по кафедре истории зарубежной литературы.
Его научные работы положили начало систематическому изучению в российском литературоведении современной немецкой литературы (после объединения ФРГ и ГДР). В 2014—2017 годах — заведующий кафедрой зарубежной литературы ВГУ. С 2017 года — профессор кафедры истории и типологии русской и зарубежной литературы ВГУ. Является членом Союза германистов России.

### Наиболее заметные научные публикации
- 2002 — Немецкая литература рубежа XX—XXI веков ISBN 5-7458-0785-7
- 2006 — Немецкая литература 1990-х годов: ситуация «поворота» ISBN 5-9273-0802-3
- 2010 — Новые лица немецкой литературы ISBN 978-5-86937-225-3
- 2011 — Немецкая литература разных лет: идейные и эстетические искания. XIX и XX вв. ISBN 978-3-8473-2324-2
- 2013 — Современная проза Германии // Европейская культура: XXI век / под ред. Е. В. Водопьяновой. М., СПб.: Нестор-История, 2013. С. 115—125.
- 2019 — Немецкая литература 1990-х годов. Ситуация "поворота": монография. – 2-е изд., перераб. и доп. – Москва : Инфра-М, 2019. ISBN 978-5-16-013792-6
- 2022 — В поиске смыслов. Немецкоязычная премиальная литература 2001-2020 годов : монография. – Москва : ИНФРА-М, 2022. ISBN 978-5-16-017301-6
- 2024 — История немецкой литературы рубежа XX—XXI веков. Проза и поэзия : учебное пособие. – Москва : ИНФРА-М, 2024. ISBN 978-5-16-017940-7

## Литературная деятельностьISBN
Первая художественная публикация состоялась в 1989 году. Дмитрий Чугунов был одним из основателей литературной группы «Зинзивер», сыгравшей заметную роль в культурной жизни Воронежа начала 1990-х годов.
Публиковался в журналах «Октябрь» (Москва, 2005), «Подъём» (Воронеж, 2008, 2009, 2010, 2011, 2013), «Листья» (США, 2008, 2010), в газетах «Воронежский университет», «Молодой коммунар», «Утро», «Труд-7» и др., в коллективных сборниках «Зинзивер» (1990), «Первая веха» (2008), «Земная колыбель: антология поэзии ВГУ» (2009), «Дыхание надежды и весны» (2010). Участник совещаний молодых писателей при Воронежской писательской организации. С 2016 года — член Союза писателей России (чл. билет № 8869).

## Общественная деятельность
В связи с неприятием неонацизма и национализма поддержал военное вторжение на Украину.

### Наиболее заметные художественные книги
- 1998 — Путешествие ISBN 5-7458-0682-6
- 2001 — Хокку к Марии ISBN 5-7458-0793-8
- 2001 — Берега реки ISBN 5-7458-0819-5
- 2010 — Книга грусти и любви ISBN 978-5-86937-195-9
- 2012 — Книга путешествий ISBN 978-5-4292-3047-4
- 2013 — Книга миниатюр ISBN 978-5-4292-3078-8
- 2017 — Певец : [роман]. – Воронеж : НАУКА-ЮНИПРЕСС, 2017. – 406 с. ISBN 978-5-86937-464; Второе издание: [Б. м.] : Издательские решения, 2024. – 602 с. ISBN 978-5-0062-1750-8
- 2019 — От зимы до лета : [стихотворения]. – Воронеж : НАУКА-ЮНИПРЕСС, 2019. – 70 с. ISBN 978-5-4292-0188-7
- 2021 — Зёрна и плоды : [сборник]. – [Б. м.] : Издательские решения, 2021. – 394 с. ISBN 978-5-0053-4132-7
- 2024 — Красный город : [роман]. – [Б. м.] : Издательские решения, 2024. – 600 с. ISBN 978-5-0062-1739-3